# Os renovadores

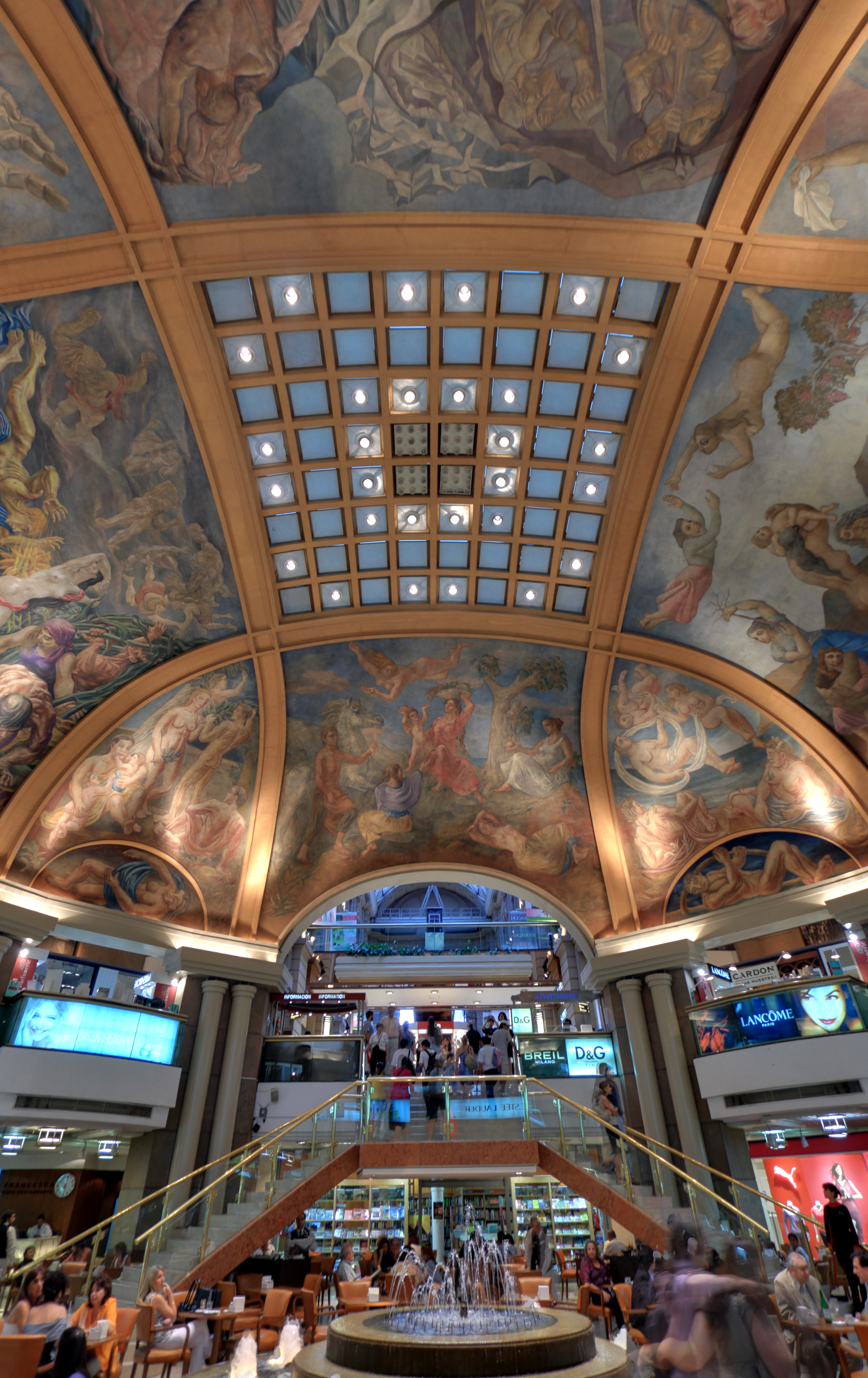
Mural de Manuel Colmeiro en Galerías Pacífico de Buenos Aires

Os Novos, Os Renovadores, o Movemento Renovador, fue un grupo de artistas gallegos que quisieron renovar las formas plásticas del arte gallego de la primera mitad del siglo XX, especialmente a partir del 1920.

## Artistas
Al tratarse de un movimiento amplio y diverso, que respondía más a un momento del arte gallego que a un grupo definido (por ejemplo, los vinculados a un manifiesto concreto de las vanguardias), el grupo varía según la época y los criterios utilizados. Carlos Maside, Arturo Souto, Manuel Colmeiro, Luis Seoane, Xosé Eiroa, Fernández Mazas, Manuel Torres y Xosé Otero Abeledo "Laxeiro", entre otros, son generalmente considerados miembros del grupo.
A veces se incluye a José Frau, que tiene obra en colecciones de arte gallego (Afundación de Abanca, Museo de Pontevedra, Museo de Bellas Artes de La Coruña y Museo Galego de Arte Contemporanea Carlos Maside, MGAC), y nació en Vigo, pero abandonó Galicia a los tres años (Picasso pasó cinco años en La Coruña, durante los cuales recibió formación artística, pintó y realizó su primera exposición individual, pero nunca se incluye en el grupo Renovadores). Es costumbre incluir también a Virxilio Blanco, quien partió a Cuba muy joven, pero mantuvo vínculos con artistas gallegos y se formó en las aulas del Centro Galego de La Habana.
Por el apoyo e influencia que tuvieron sobre ellos, también es habitual incluir a Castelao, Camilo Díaz Baliño o al escultor Francisco Asorey, ya que también impulsaron esta renovación.
Siguiendo distintos criterios artísticos, formales o cronológicos, se incluyen muchos más artistas bajo el mismo nombre, como Urbano Lugrís, los hermanos Mario y Eugenio Granell, Maruja Mallo y su hermano Cristino, o unos años más tarde María Antonia Dans, estudiante de Lolita Díaz Baliño (ilustradora y primera mujer miembro de la Real Academia Galega de Belas Artes, junto a María Corredoira) con Elena Gago; o Ángel Johán, Andrés Colombo, Francisco Miguel, Ochoa, Luis Huici, Álvaro Cebreiro, Pesqueira, Jesús Concheiro, Santiago Bonome, etc.
Un caso a considerar por separado sería el de Isaac Díaz Pardo, quien tras el asesinato de su padre Camilo Díaz, continuó el legado de su gran familia de artistas de la generación anterior a la suya y renovó las formas del diseño y la cerámica junto a su esposa Carme Arias, Luis Seoane y el arquitecto Andrés Fernández-Albalat, a pesar de haber dejado de pintar en los años 1970.

## Los predecesores
Los esfuerzos por mantener la dignificación de la cultura gallega en todas sus dimensiones han sido continuos desde los Siglos Oscuros, tanto en el campo de las artes (por ejemplo en el barroco compostelano), científico y didáctico (con Martín Sarmiento y Benito Jerónimo Feijoo), y en lo literario, con recientes descubrimientos que demuestran que no fue una época totalmente estéril.
En el siglo XIX se intensificó la búsqueda de la cultura gallega, y varios hechos propiciaron un resurgimiento literario en la segunda mitad, especialmente en la poesía. En las artes plásticas, particularmente en la pintura, a finales de ese siglo y principios del XX, existe una afinidad entre los artistas gallegos por el paisajismo romántico y posimpresionista influido por Cézanne . Entre ellos hay un sentimiento regionalista de reivindicación de los paisajes gallegos, y comparten una crítica, expresada por Valle-Inclán, a una cierta jerarquía estética que priorizaba el eje Madrid - Valencia. Por aquellos años, varios de los artistas más prometedores fallecieron jóvenes y se habla de una generación doente.

#### Galería de imágenes del predecesor
|                               |
| O xantar, de Silvio Rodríguez |

|                                                                           |
| Escena de romaría, de Xenaro Carrero, miembro de la Generación Doliente . |

|                                                            |
| O gaiteiro, Jaspe Moscoso. Museo de Belas Artes da Coruña. |

|                                         |
| Pardo de Cela por Manuel Ángel Álvarez. |

|                                                                   |
| Baño de cabalos de Román Navarro, Museo de Belas Artes da Coruña. |

|                              |
| Estribela, de Alfredo Souto. |

|                                                      |
| Retrato de Emilia Pardo Bazán, por Vaamonde Cornide. |

|                                         |
| Paisaxe de inverno de Serafín Avendaño. |

## Las vanguardias
En Europa, a principios de siglo y en el período de entreguerras, las vanguardias aparecen con fuerza. Los artistas de España que participan en estos movimientos lo hacen mayoritariamente fuera del Estado español, yendo desde Cataluña especialmente a Francia (Picasso, Miró, Dalí...). En Galicia, el grupo Nós pretende dignificar y vincular la cultura gallega y la europea y realiza una primera aportación a la vanguardia, y en la década de 1920 surge la xeración do 25, la gran renovadora de la poesía y el teatro gallegos, continuando la labor de modernización literatura gallega de la generación anterior. Aun así, a pesar de incorporar elementos vanguardistas, no se produjo una ruptura total con la tradición; asimismo, los artistas plásticos gallegos nacidos en la primera década del siglo no rompen con artistas un poco mayores que ellos, como Díaz Baliño, Daniel Castelao o el escultor Asorey, y a su vez no pretenden romper con la tradición gallega, sino valorarla, democratizarla y renovarla. Escritores y artistas plásticos se dan cita en torno a El Pueblo Gallego, que empieza a publicar obra gráfica y escrita en castellano y gallego.

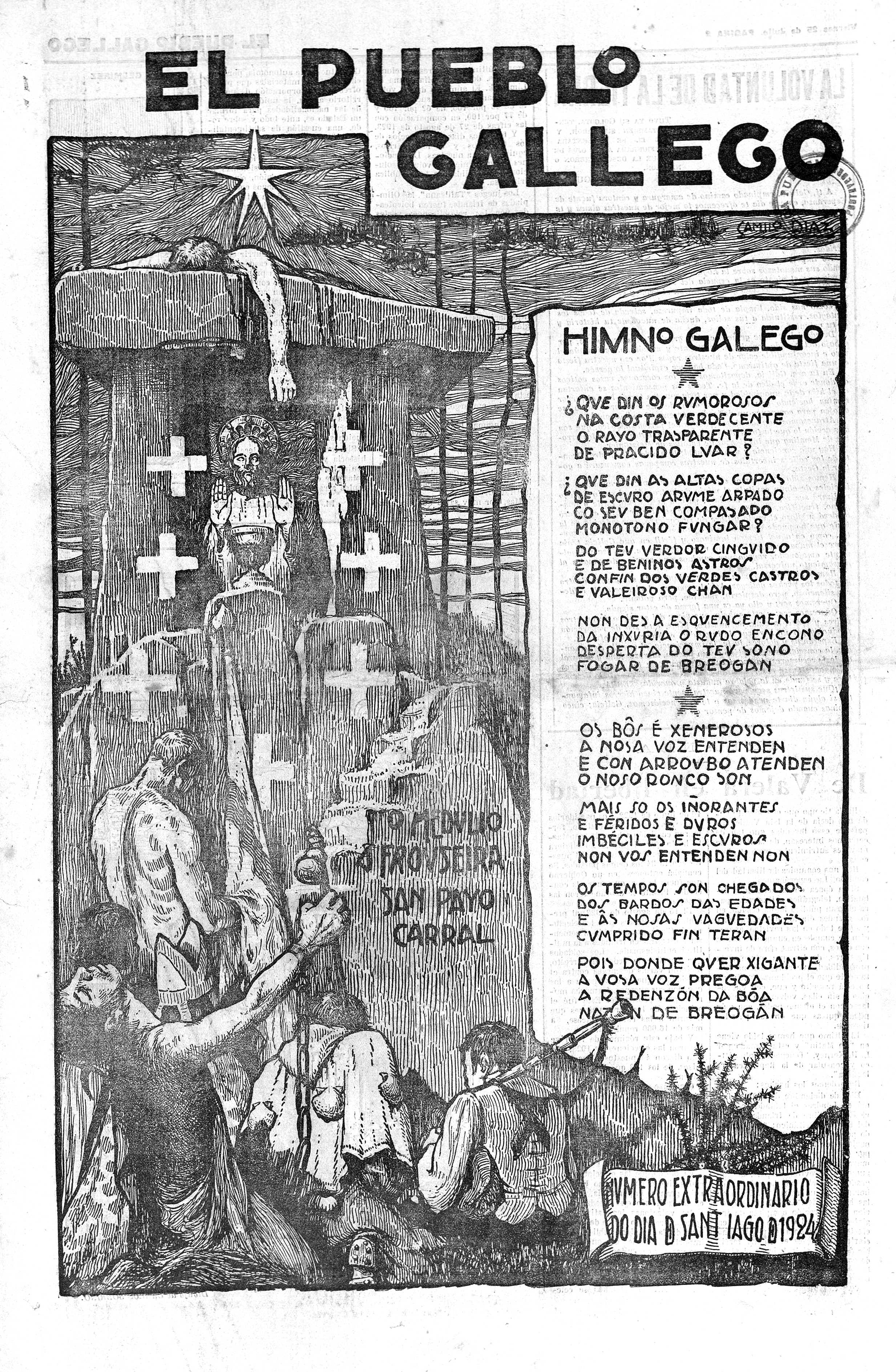
Portada de la revista El Pueblo Gallego, por Camilo Díaz Baliño.

En 1921 la Junta para la Aplicación de Estudios, presidida por Santiago Ramón y Cajal, concedió a Castelao una beca para conocer las vanguardias en Europa. Pasa diez meses viajando por Francia, Bélgica y Alemania, y un año después publica fragmentos de su diario de viaje en la revista "Nós" (la publicación completa solo se hizo 20 años después de su muerte, y está compuesta por 314 páginas con dibujos y recortes).

En su diario, el 24 de abril, Castelao escribe:
El pueblo español piensa que para ser universal tiene que dejar de ser español de espíritu, y a los que hacemos arte nacional (de la nación gallega) se nos pide matar el 'espíritu regional' y ser españoles; ahora pregunto: si reparamos en el hecho de que el arte no tiene fronteras, quiere decir que es cosmopolita. ¿Por qué no nos piden que matemos el espíritu español? Pues bien, si el arte español puede salir de España, también el arte gallego, el vasco y el catalán.
Para él, el arte tiene que ser universal y cosmopolita, pero ligado al pueblo y a la cultura madre. Al entrar en contacto con el arte de vanguardia de Europa Central, hace comentarios a veces descalificantes. Sobre Picasso, que tras su formación en La Coruña y Barcelona desarrollaba el cubismo en París, Castelao dice: "Me parece un farsante (...) lo considero poco más que un aficionado al arte" (p. 97), pero más tarde reconsidera su opinión y afirma que es culto, inteligente y "un gran empresario catalán"  En su viaje por Europa se interesa por las filosofías de vanguardia, pero no tanto por su concreción plástica, y prefiere las vanguardias rusas por su vinculación con el pueblo. De regreso a Galicia, publicó un ensayo sobre el cubismo, en el que se interesaba por su estructuración de la pintura y la realidad, diciendo que las vanguardias "pueden ser locas, pero no tontas", y se corresponde con su paisano de Rianjo, el poeta Manuel Antonio. Castelao busca renovar el arte gallego, liberándolo de formalismos que lo constriñen, y busca la identidad en sus raíces.
Carlos Maside fue otro de los Novos que más viajó, tuvo becas de prácticas en París y Madrid, y parte de su obra fue seleccionada junto a Maruxa Mallo, Arturo Souto y otros pintores para ser expuesta en varias capitales de Estados Unidos por el Instituto Carnegie como nuevos pintores españoles. En París, se sintió atraído por el trabajo de los impresionistas Gaugin y Van Gogh, quienes influyeron en su trabajo más allá de los cubistas, el realismo mágico y el expresionismo, y los escritos del profesor de la Bauhaus Wassily Kandinsky. Además de la pintura, realizó otras obras gráficas como varios carteles, incluso para la campaña del Estatuto. Fue pionero en la formación de la Colección de Arte Contemporáneo para el Seminario de Estudos Galegos, y propuso al ayuntamiento de Santiago de Compostela la creación de una Biblioteca de Arte en el Pabellón del Paseo da Ferradura. A diferencia de los artistas que emigraron, él fue parte del exilio interior. En Vigo trabó amistad con artistas un poco más jóvenes que él, como su sobrino Julio Maside o Laxeiro, coetáneos de la generación literaria de las Festas Minervais y algo más jóvenes que la Promoción de enlace.
Colmeiro Guimarás fue otro de los integrantes del grupo de os Novos que viajó continuamente, lo que complementó su formación académica con una más autodidacta. En 1928 también fue becado por la Diputación Provincial de Pontevedra, y gracias a ello pudo asistir a lugares como Prado. Se exilió en Argentina, donde realizó los murales de la cúpula de las Galerías Pacífico. Durante esos años participó en el ambiente del exilio, interactuando con Luis Seoane, Rafael Dieste y Rafael Alberti, entre otros. En 1949 se traslada a París, donde reside hasta 1989 cuando regresa a Galicia. En los años 60, el éxito le llegaría con exposiciones en Londres, París y Madrid, y varios premios y reconocimientos en los años 80. Murió en Salvatierra de Miño en 1999 a los 98 años. Su hija Elena Colmeiro fue escultora y ceramista, formada en Argentina.

#### Murales de Colmeiro en Galerías Pacífico
|   |
| 1 |

|   |
| 2 |

|   |
| 3 |

|   |
| 4 |

Luis Seoane, refiriéndose a las inquietudes que se manifestaban en el medio intelectual y estudiantil de Santiago de Compostela en el primer tercio del siglo XX, decía a Víctor Freixanes:

Las corrientes de "simplicismus" preocupaban e interesaban mucho, dentro del "art nouveau". El centro artístico e intelectual europeo empezó a trasladarse de París a Berlín tanto en la pintura y las artes plásticas como en el pensamiento filosófico y político (...) Austria también estuvo muy presente, Paul Klee, George Grosz... Todo ello, aunque parezca curioso, era conocido en la Galicia inquieta de aquellos años.

|                              |
| Museu Castelao em Pontevedra |

|                 |
| Mural de Seoane |

### Escultura
En escultura, Francisco Asorey, nacido en 1889 como su amigo Camilo Díaz, siguió algunos postulados figurativos, pero con una policromía vibrante de textura expresionista y temas nuevos. Sin llegar al rupturismo ni a la iconoclasia y abstracción de algunas vanguardias, suscitó varias controversias por sus formas e iconografía. En un encargo para una parroquia de A La Estrada, Pontevedra, representó a la Virgen con una hostia sobre el pecho y el cura no quiso la escultura. La misma iconografía que había utilizado Díaz Baliño en sus carteles para el Estatuto de Autonomía de Galicia, con la hostia del escudo del Reino de Galicia (y hoy oficial de la Comunidad Autónoma) sobre el pecho de una santa laica llena de simbolismo.
|                     |
| Escultura de Asorey |

|                       |
| Design de Díaz Baliño |

La guerra le llevó muchos amigos, como Camilo, pero siguió en el exilio interior, llegando incluso a realizar obras de temática religiosa. En 2013, su nieta atribuyó cierto olvido a esta circunstancia. Asorey también realizó monumentos a grandes figuras de la cultura gallega, como el filósofo ilustrado Benito Jerónimo Feijoo, el escritor del rexurdimento Curros Enríquez o el astrónomo de Lalín, Ramón Mª Aller.
En 2019, su obra A Santa, de 1926, regresó a la tierra donde fue realizada, luego de casi siete décadas en el Centro Galego de Montevideo, para la exposición Galicia, un relato no mundo, comisariada por Gago Mariño. Presentado en su momento en la Exposición Nacional de Bellas Artes (donde sería premiado su Francisco de Asís), rompió con la corrección política de la época e incluso fue criticado por Valle-Inclán y por la reina (abuela de Felipe VI). En una entrevista de prensa en 1956, Asorey afirmó que esta era la obra con la que estaba "más satisfecho".

### Entre la tradición y la renovación
|                                                |
| Desenhos de peças arqueológicas, Enrique Campo |

El movimiento en Galicia fue menos disruptivo que otras vanguardias. Si bien valoraban la tradición, eran muy cosmopolitas, y en ese movimiento fue fundamental el trabajo de otras personas, desde la generación estadounidense hasta científicos del Seminario de Estudos Galegos, arqueólogos, etc. Es ahí donde se encuadra la labor Enrique Campo, con sólo cuatro años de trabajo pero muy intensos, practicando con nuevos campos del dibujo, arqueología e ilustración científica.
|                                  |
| Leiteira, Santiago de Compostela |

|                                       |
| Mosteiro de São Francisco, Compostela |

|                              |
| Praça de Compostela, em Vigo |

|                                                             |
| Chafariz Fonte dos golfinhos, Pza. Rep. Argentina em Madrid |

| |
| Os renovadores forneceram obras para alimentar o Seminário de Estudos Galegos, instituição truncada durante o regime de Franco. |

### Os surrealistas

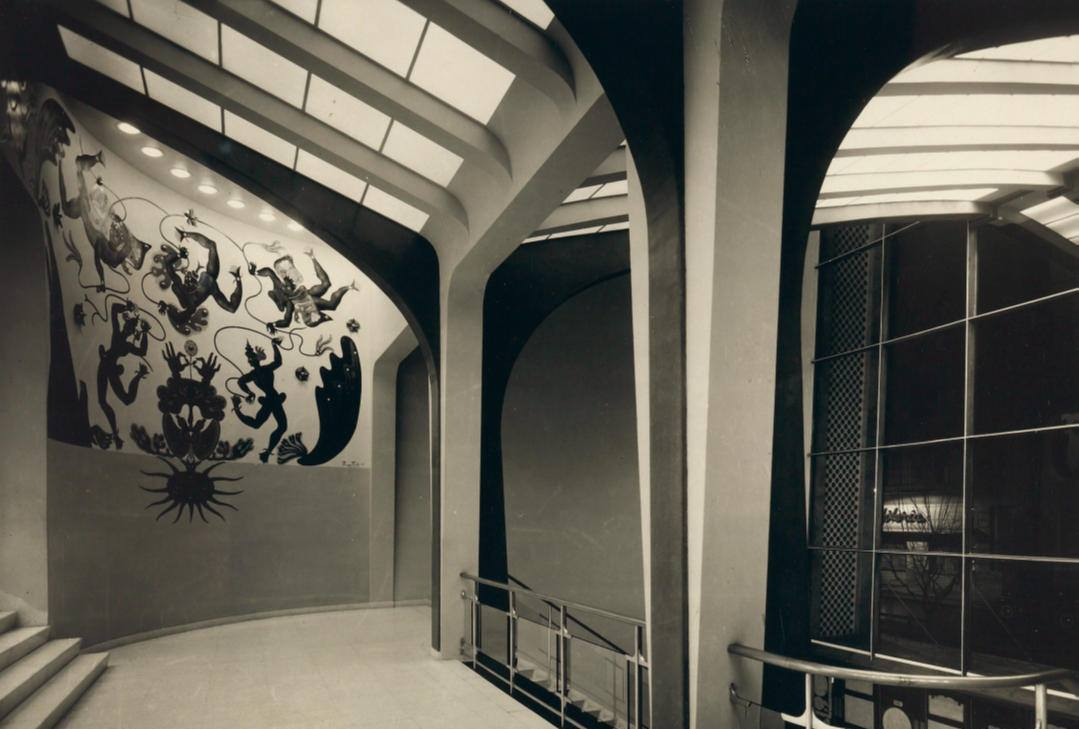
Mural de Maruja Mallo en Los Ángeles Cinema de Buenos Aires

Parte del movimiento renovador estuvo especialmente influido por el surrealismo. La pintora vivariense Maruja Mallo tuvo fuertes lazos con artistas y escritores como André Bretón, Lorca, Buñuel, Neruda, Alberti, Miguel Hernández, etc. y con renovadores gallegos como Luis Seoane; aunque estaba lejos de su tierra natal, el mar gallego fue incluido como tema en su obra (p. ej. el Cuaderno de Bueu). Estando en Vigo durante el golpe fascista, Mallo logró escapar a Portugal. Con la ayuda de Gabriela Mistral, la embajadora de Chile en Lisboa, logró viajar a Argentina, instalándose posteriormente en Nueva York. Otros artistas marcados por la guerra fueron Francisco Miguel, muralista que trabajó con Alfaro Siqueiros, fue amigo de Diego Rivera y Picasso, e ilustró obras de Borges y Mistral, fue asesinado en 1936. El pintor Urbano Lugrís, hijo de Lugrís Freire, un histórico galleguista contrario al ideario franquista, se vio obligado a ponerse del lado del fascismo, como otros artistas. Además de ser un pintor con énfasis en temas marinos influenciados por el surrealismo, trabajó en escenografías e incluso arquitectura, como la capilla surrealista de los Reyes Magos de Bueu.

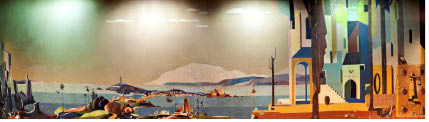
"Vista da Coruña 1669", mural de Lugrís declarado Bien de Interés Cultural

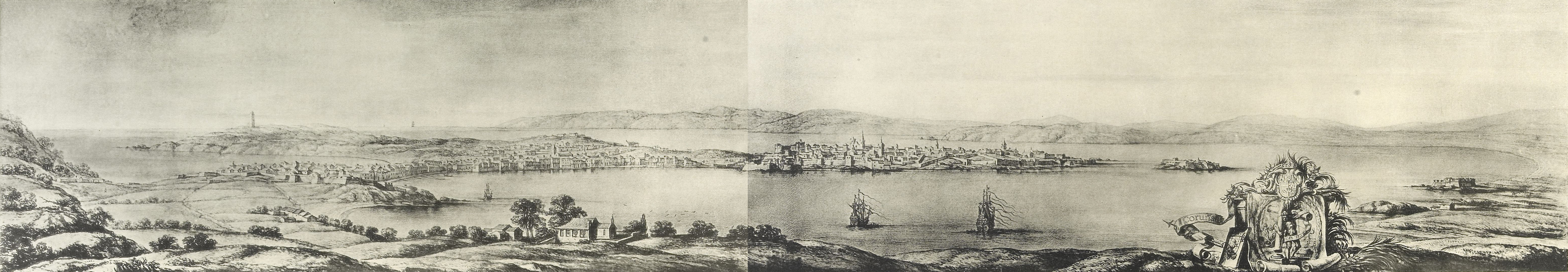
"Vista de Coruña", de Pier Mª Baldi, en 1669

### Escenografía y Teatro
En la década de 1920, los miembros de las Irmandades da Fala se preocupaban por el teatro y muchos eran los autores; entre 1922 y 1926 fundaron la Escola Dramática Galega, teniendo una espléndida etapa teatral, según cuenta Leandro Carré Alvarellos. Algunos dramaturgos destacados fueron Ramón Cabanillas (A man da santiña, O mariscal ), Armando Cotarelo Valledor (Mourenza ) y Vicente Risco. En la producción literaria de principios de siglo, Antonio Noriega Varela y Ramón Cabanillas fueron un puente entre la estética del siglo XIX y la estética vanguardista. Noriega Varela ofrece una visión poética e impresionista de la naturaleza, iniciando una corriente denominada “neovirgilianismo” o “paisajismo humanista”, continuada por Aquilino Iglesia Alvariño. Cabanillas asimila la poesía de Curros Enríquez, Rosalía de Castro y Pondal, tomando también elementos modernistas. En la Xeración do 25, el autor más destacado fue Rafael Dieste. La escenografía es diversa, con elementos surrealistas y simbolistas. A principios de la década de 1930, el andaluz Federico García Lorca fundó La Barraca, grupo con el que recorrió la península ibérica, y en el que participaban en la escenografía Urbano Lugrís y Ernesto Guerra da Cal. Fruto de su amistad con los artistas gallegos, Lorca escribió Seis poemas galegos, publicados en 1935.
|                                                                                           |
| Teatro de Isaac Fraga en 1922. Veinte años después construiría el primer cine de Galicia. |

| |
| La Barraca yendo a Vigo. Guerra da Cal estuvo en los inicios de la compañía, y actuó como 'ayudante lingüístico' de los Seis poemas galegos de Lorca. |

|                                                                    |
| Urbano Lugrís trabajó de escenógrafo varios años con 'La Barraca'. |

|                                                                                        |
| Castelao, ya en el exílio, pintando las máscaras para Os vellos non deben de namorarse |

### Humor gráfico
En 1888 se publican las primeras historietas gallegas, pero sería en las primeras décadas del siglo XX cuando el dibujo se desarrollaría como herramienta de análisis en clave de burla y crítica sociopolítica (Charge). El humor gráfico estuvo ligado a las reticencias propias del país y formó parte de la literatura del grupo Nós, autores como Risco, que luego transitó a una seriedad ceremoniosa, la firmó como Polichinela y publicó textos satíricos como O porco de pé, aunque en otras piezas como O búfón de el'Rei formulan un estado de ánimo más complejo; Otero Pedrayo, con prosa solemne, retrató a Diego Gelmírez como un comediante. Desde la época de las cantigas de escarnio hasta la época de los Renovadores, hubo una tradición ininterrumpida de literatura oral humorística, incluso durante la Edad Media. Barriga Verde, pionero de los títeres en Galicia, reflejó con humor las rencillas entre gallegos y portugueses, como Gabriel Feijóo de Araújo lo había hecho siglos antes. Varios autores como Maside, Camilo Díaz Baliño, su hermano Ramiro o Izquierdo Durán incursionaron en el campo de la ilustración y la caricatura humorística y recogieron influencias del humor centroeuropeo, en particular el de la revista Simplicissimus. El representante gallego del humor gráfico que más repercusión tuvo fue Castelao, y también, aunque catalán de nacimiento, Luis Bagaría, que tenía una estrecha relación con Galicia. Fue amigo de Castelao, a quien dibujó, entrevistó y publicó más de una vez (como director en El Sol), Antón Vilar Ponte, y fue muy admirado por Luis Seoane. En escultura, Fco. Vázquez Díaz combinaría algunos retratos más clásicos con la sátira en sus obras de pingüinos, muy ligadas al surrealismo, por las que sufriría acción de censura.
| |
| Caricatura de la República de Weimar como "república sin republicanos". Bagaría y Castelao recibieron una gran influencia de esos autores. |

|                  |
| Pedro Muñoz Seca |

|                                             |
| Antonio Vázquez Rei, por Camilo Díaz Baliño |

|                                                   |
| Sala del Museo de Pontevedra dedicada a Castelao. |

|                                                            |
| Vicente Risco, homenajeado en la Praza do Humor, La Coruña |

## Legado
|                                                  |
| Indicador en el complejo de Cerámicas do Castro. |

|                                                                                    |
| Luis Seoane, Díaz Pardo, los Núñez Búa, los Sofovich y los Scheimberg en Magdalena |

La renovación del arte marcó a la siguiente generación en todos los campos artísticos de los artistas gallegos, y fueron llamados por algunos como Segundos Renovadores. Los exiliados participaron entonces de nuevas formas de dibujo, muralismo y pintura en general, arquitectura, tipografía o cerámica. Artistas como Seoane, los hermanos Granell, Eugenio y Mario, Maruxa Mallo y otros exiliados en el exterior, encontraron un gran eco entre el llamado “exilio interior”, por ejemplo Felipe Bello Piñeiro, impulsor de la recuperación de Sargadelos, refundada a su regreso a Galicia por Luis y Maruxa Seoane e Isaac Díaz Pardo entre otros. Además de Camilo Díaz e Isaac, otros miembros de esta familia también se dedicaron al arte, como Lolita Díaz Baliño, ilustradora y docente, con alumnos que siguieron renovando el arte gallego en la posguerra, como María Antonia Dans o Eva Gago.

### La tipografía
Los renovadores iniciaron un camino de creación de nuevas tipografías y de recuperación de la tipografía tradicional en granito, el Laboratorio de Formas continuó esta investigación y creadores recientes estandarizaron tipografías a partir de ellas, como Vila Morena de Ipanema Gráfica o Gallaecia Castelo de Carlos Núñez Sr.
Marcos Dopico y Natalia Crecente, de la Universidade de Vigo, analizaron el programa tipográfico del Laboratorio de Formas, en el cual combinaría el rescate de fuentes tradicionales de diversos orígenes con la sistematización de la Bauhaus y la escuela de Ulm, y segundo el prorio Díaz Pardo, en el Vkhutemas soviético.

La obra gráfica tampoco estaba asociada al mundo de la imprenta y la estampación mecánica, sino que se desarrollaba en un entorno local, vinculado a ámbitos próximos al mundo del arte, la fabricación artesanal, la cantería o la ilustración, siendo ejecutada por artistas y artesanos. Quizás por esa “manera de hacer” tan característica de lo “hecho a mano”, que caló en todo el Laboratorio de Formas, la intuición y visión personal de cada artista-diseñador ganó la partida de la estandarización. (...)
“Los cimientos del Laboratorio de Formas se propusieron recoger sus rasgos característicos de la historia para crear un sistema de autoexpresión. Para ello se utilizarían varias fuentes; tallas rupestres, inscripciones en arcos y cruces de iglesias, petroglifos, tallas en útiles artesanales, esculturas de pan de San Andrés de Teixido, cerámica de Buño, encajes de Camariñas... en definitiva, todos los elementos patrimoniales de la cultura gallega. Los principios de la modernidad, con un ojo puesto en la Bauhaus y la escuela de Ulm y otro en la singularidad del contexto geográfico y cultural, evitando toda estandarización, han evolucionado aquí para "enriquecer el mundo con nuestra diferencia", una ideología aplicada a todos los productos salen del Laboratorio de Formas.

|                                                                             |
| Ilustración de Luís Pintos Fonseca para Os Nenos de Xosé Filgueira Valverde |

|                                              |
| Dos ejemplares del "Galicia. Diario de Vigo" |

|                          |
| Cabecera de A Nosa Terra |

|                                                 |
| Portada del ensayo Sempre em Galiza de Castelao |

|                                          |
| Tipografía comercial de lácteos gallegos |

|                                                  |
| Portada gótica del cementerio pequeño de Bonaval |

|                                                |
| Letras en la Cidade da Cultura del monte Gaiás |

|                    |
| Parróquia de Velle |

|                |
| Galicia (1905) |

|                                                  |
| Marca de la Cerámica de Sargadelos (cuarta fase) |

Sobre la investigación entejidos, Luis Seoane y Maria. E. Montero:

En Galicia, el trabajo colaborativo entre Mª Elena Montero es paradigmático de un modo de proceder que se recuperará en la segunda década del siglo XXI. Seoane diseñó los cartones para Argentina y estos fueron realizados en Sada por Montero, quien logró alcanzar la riqueza cromática de las pinturas del artista. Fue una colaboración feminista y pionera en la relación entre arte, diseño y artesanía, un trabajo de respeto y creatividad común, ya que Seoane insistió en que las obras se firmaran de forma conjunta, algo extraordinario para la época. En estas obras se recoge la tradición del tapiz y su relación con la pintura, así como la historia de Galicia, sus leyendas y batallas, desde la época románica hasta el mito actual de las mariscadoras, las regaderas, las lecheras, en definitiva, las mujeres como figura central de la memoria y fortaleza de Galicia.

### Edificios en Galicia con obra de los Renovadores
|                      |
| MGAC 'Carlos Maside' |

|                                          |
| Pinacoteca Francisco Fernández del Riego |

|                         |
| Pazo de Castrelos, Vigo |

|                                  |
| Centro Social Afundación de Vigo |

|                  |
| MACUF, La Coruña |

|                                |
| Museo de Belas Artes da Coruña |

|                       |
| Afundación, La Coruña |

|                                               |
| Centro Galego de Arte Contemporánea, Santiago |

|                                                        |
| Cidade da Cultura, monte Gaiás, Santiago de Compostela |

|                                         |
| Casa das Artes, Fundación Laxeiro, Vigo |

|                                     |
| Museo de Arte Contemporáneo de Vigo |

|                                               |
| Museo Granell, en la plaza Toural de Santiago |

### Otros artículos
- Historia de Galicia
- Arte gallego